# Pinanga auriculata
Pinanga auriculata är en enhjärtbladig växtart som beskrevs av Odoardo Beccari. Pinanga auriculata ingår i släktet Pinanga och familjen Arecaceae.

## Underarter
Arten delas in i följande underarter:
- P. a. auriculata
- P. a. leucocarpa
- P. a. merguensis